# Will Solomon
William James Solomon, detto Will (Hartford, 20 luglio 1978), è un ex cestista statunitense, di ruolo playmaker.

## Carriera
Si dichiara eleggibile al Draft 2001, dopo il suo primo anno a Clemson, venendo scelto dai Vancouver Grizzlies al secondo giro con la scelta numero 32. Con i Grizziles gioca la sua prima stagione in NBA.
Finito l'anno da rookie in NBA decide di sbarcare in Europa, firmando per i greci del Aris Salonicco, vincendo la FIBA Europe Champions Cup.
Nella stagione 2003-04 firma in Israele con l'Hapoel Gerusalemme, con i quali vince la ULEB Cup

## Palmarès
- Campionato turco: 3

Efes Pilsen: 2004-05
Fenerbahçe Ülker: 2006-07, 2007-08
- Campionato israeliano: 1

Maccabi Tel Aviv: 2005-06
- Coppa di Israele: 1

Maccabi Tel Aviv: 2005-06
- FIBA Europe Champions Cup: 1

Aris Salonicco: 2002-03
- ULEB Cup: 1

Hapoel Gerusalemme: 2003-04